# Тэтчер, Хизер
Хизер Тэтчер (англ. Heather Thatcher, 3 сентября 1896 — 15 февраля 1987) — британская актриса.
Начала свою карьеру в качестве певицы и танцовщицы. В 1915 году Тэтчер дебютировала в кино в немом приключенческом фильме «Узник крепости Зенда». Далее последовали ещё несколько небольших ролей в немых фильмах, прежде чем состоялся её дебют в театре. Именно театральные роли сделали актрису звездой музыкальной сцены Вест-Энда. С 1937 по 1944 год Тэтчер работала в Голливуде, где снялась в фильмах «Товарищ» (1937), «Если бы я был королём» (1938), «Красавчик Жест» (1939), «Охота на человека» (1941) и «Газовый свет» (1944). После возвращения на родину актриса продолжила карьеру в кино, появившись в картинах «Анна Каренина» (1948), «Глубокое синее море» (1955) и ряде других, а в 1955 году отошла от съёмок.
Хизер Тэтчер умерла в Лондоне в феврале 1987 года в возрасте 90 лет.